# Maud, Skottland
Maud är en ort i Storbritannien.   Den ligger i kommunen Aberdeenshire och riksdelen Skottland, i den norra delen av landet, 700 km norr om huvudstaden London. Maud ligger 73 meter över havet och antalet invånare är 673.
Terrängen runt Maud är platt. Runt Maud är det ganska glesbefolkat, med 48 invånare per kvadratkilometer. Närmaste större samhälle är Peterhead, 19,6 km öster om Maud. Trakten runt Maud består till största delen av jordbruksmark.